# La violenza: quinto potere
(Pubblico Ministero)
La violenza: quinto potere è un film italiano del 1972 diretto da Florestano Vancini e prodotto da Dino De Laurentiis. Il soggetto è liberamente tratto dal dramma teatrale "La violenza" di Giuseppe Fava.
È il primo film dove Ciccio Ingrassia recita senza Franco Franchi.

## Trama
La costruzione di una diga in Sicilia scatena interessi e appetiti inconfessabili che trovano immediata ripercussione in una faida tra due cosche mafiose che appoggiano due diversi gruppi di potere, l'una facente capo al costruttore Barresi, che aspira ad assicurarsi l'appalto dei lavori, l'altra all'ingegnere Crupi, un ricco proprietario terriero, che in seguito alla realizzazione del progetto perderebbe i suoi agrumeti. Dopo una lunga serie di delitti dei quali sono vittima non solo alcuni membri delle cosche rivali, ma anche molti innocenti, si arriva al processo che vede imputati esponenti di maggiore e minore spicco delle due organizzazioni mafiose. Dei due unici imputati decisi a confessare, uno muore suicida in carcere, l'altro viene fatto passare per demente. Sono così soltanto due figure minori a pagare per tutti gli altri, che invece vengono assolti.